# アラビア語版ウィキペディア
アラビア語版ウィキペディア（アラビアごばんウィキペディア）は、アラビア語で執筆・編集されているウィキペディア。2009年8月に記事の数は100,000を越えた。2013年12月には250,000記事を超えた。2019年に100万記事を超え、2023年現在約121万の記事がある。
なお、pの発音が正則アラビア語には存在しないため、Wikipediaのアラビア語表記はbの音価を持つبに置き換えて"ويكيبيديا"と綴られ、綴りの上における読みは『ウィーキービーディーアー(Wīkībīdīā)』になる。

## レイアウト
アラビア語は右から文章を読んでいくため、右から左に向かって文字を綴ると同時に全体のレイアウトを右寄せにするスタイルシートを読み込んで用いている。多くのウェブブラウザでは検索ボックスやナビゲーションなどが日本語版等の左から右に向かって書く言語のものとは左右逆に配置されたレイアウトとしてレンダリングされる（アカウントのある場合は、個人設定で表示言語を切り替えることで、ナビゲーション等を左横書き用のレイアウトに変更できる）。
このスタイルシートによって右から左に綴る処理が実装されている環境では上記のような表示となるが、日本語や英語などの文字があると、その個所だけは左から右へと表示される。約物はどちらの言語でも用いられるため、たとえば「!」などの記号を含むアラビア語以外の文字列があると、意図しない表記になることがある。ただしそれらの事象はウィキペディアに限らずアラビア語全体にいえることである。

## システム面
システム面としては、文中にリンクを作った場合、そのリンクの直前に、単語に連結する前置詞などがあるときは、自動的にその語も含めてリンクアンカーが張られる。こうしたアラビア語の文節構造をサポートする機能がある一方で、項目名における定冠詞（名詞において、限定か非限定かを表すもの）やター・マルブータ（女性名詞の語尾に付加される文字）などの有無といった曖昧さはサポートされておらず、検索されたいくつかの項目からユーザーが自力で探さねばならない。さらに、特にアラビア語圏以外から入ってきた固有名詞などに顕著に見られるものとして、項目名にシャクル（アラビア語の母音記号）を含むものも問題にあげられる。シャクルの有無を曖昧検索でサポートしきれないため、初版執筆者の作った項目名の綴りがわからないと調べることが困難となるケースがある。
このほか、アラビア文字は単語や文節内におけるその文字の位置によって字形が変化するという特徴を持つが、これには文字の基本形で入力してコンピュータ側でリアルタイムに字形変化処理を行う方法と、直接に変化した後の文字を入力する方法とがある。アラビア語圏における電子的な文書は長い間、この両者が混在してきた過去があり、現在でもなお続いている。Googleなどではそうしたデータ型の違いを吸収して検索する機能を持っているがMediaWikiには存在しない。このため、入力された項目および記事のデータ型が異なると検索が正常に機能しないという側面もある。

## 運営面
記事内容はまだまだ発展途上にあるといえる。記事の数こそ1,250,000を越えたが、スタブ記事が目立つ傾向にあり、記事の訂正は行われても、多くの場合は加筆の頻度が比較的少ない。2009年にAbuseFilterが導入されたことによって、一定の文字数を満たさないスタブが拒否され、その他の新規項目は管理者や経験がある利用者によってチェックされる。
比較的によくできた記事もある一方、そうではない記事もある。
メインページには（الأحداث الجارية）最近の出来事、（في مثل هذا اليوم）今日の記念日、（مقالة مختارة）秀逸な記事、（صورة مختارة）秀逸な画像、（من ذاكرة ويكيبيديا）今日のできごとなどのコンテンツが提示されている。または（أسبوع الويكي）「ウィキの週」と言うプロジェクトがメインページに毎週違うテーマを上げていて、掲示されたテーマについて多くの利用者を集めて編集する。
ナビゲーション・ポップアップのガジェットが利用され、またはHotCatと言うスクリプトによってカテゴリが半自動的に速やかに入れられる。2009年にはFlaggedRevが導入されたことによって、記事の品質や荒らし対策も高まりつつある。
一方でウェブサイトとしての治安は比較的良好である。そもそもの執筆者人口が少なく、内容もまだ希薄という状態から利用者もそれほど多くないものと考えられる。アップロードされるファイルや画像も比較的少ないため、ファイルの管理がしっかりしており、著作権を侵害しているファイルは削除される。また、非アラビア語圏からのいたずらも少ないため、荒らされたり、トラブルの生じるケース自体が少ないといえる。

## 問題・事件
2020年に「世論に影響を与えた」「公序良俗に違反した」として管理者2人が逮捕されたが、関係者によると政府に批判的な情報を寄稿したためだったとされる。その後、サウジアラビア政府が政府とつながりのある人物をWikipediaの管理者にしていたこと、またそれを利用し政府に批判的な言動をした編集者を発見し逮捕していたことが2023年1月に明らかにされている。
また、ウィキメディア財団は2022年1月からMENA地域のWikipediaで利益相反の疑いがある編集について調査を行った。それにより外部の団体とつながりを持つ利用者が編集していることが明らかになったため、2022年12月にアラビア語版の管理者を全員グローバル追放した。
2023年12月23日、アラビア語版ウィキペディアは、2023年パレスチナ・イスラエル戦争への停戦を呼び掛けるため、ロゴをパレスチナ国旗を入れたものに変更し、24時間のウェブページ更新停止を行った。